# Bom Retiro
Bom Retiro là một đô thị thuộc bang Santa Catarina, Brasil. Đô thị này có diện tích 1055,501 km², dân số năm 2007 là 7985 người, mật độ 8,1 người/km².